# Abedin Shehu
Abedin Shehu (ur. 2 stycznia 1918 w Bicaju, zm. 1988 w Tiranie) – albański przedsiębiorca, minister robót publicznych Albanii w latach 1948–1950 i jednocześnie minister przemysłu Albanii w latach 1949–1950.

## Życiorys
W latach 1941–1942 służył w armii włoskiej, gdzie dosłużył się stopnia porucznika; w tym czasie stacjonował na Sardynii. Wykorzystując swoje doświadczenie wojskowe, w czerwcu 1942 przeszedł na stronę komunistycznych partyzantów.
Po II wojnie światowej był deputowanym do albańskiego parlamentu w latach 1946–1950 oraz członkiem Komitetu Centralnego Albańskiej Partii Pracy w latach 1948-1950. Jednocześnie pełnił funkcję ministra robót publicznych od 23 listopada 1948 do 8 marca 1950 i ministra przemysłu od 29 kwietnia 1949 do 8 marca 1950. Został oskarżony o wspieranie burżuazji i 8 marca 1950 roku wydalono go z partii i pozbawiono wszystkich stanowisk politycznych. Pracował następnie w różnych albańskich przedsiębiorstwach.